# Karl von Bock und Polach

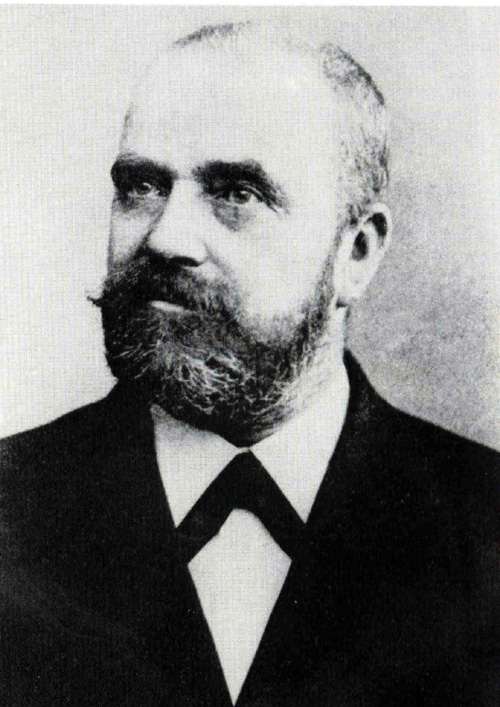
Karl von Bock und Polach

Karl von Bock und Polach, getauft als Carl Friedrich Wilhelm von Bock und Polach, (* 28. Oktober 1840 in Mainz; † 29. Januar 1902 in Mülheim an der Ruhr) war ein preußischer Verwaltungsbeamter und von 1879 bis 1902 (Ober-)Bürgermeister der Stadt Mülheim an der Ruhr.

## Leben
Karl stammte aus dem meißnischen Uradelsgeschlecht Bock und Polach. Er war der älteste Sohn des preußischen Hauptmanns der Artillerie Ernst von Bock und Polach (1799–1849) und dessen Ehefrau Louise, geborene Freiin von Nordeck (1815–1892).
Bock und Polach besuchte das Kadettenkorps und wurde am 17. Mai 1859 als Sekondeleutnant dem 15. Infanterie-Regiment der Preußischen Armee in Minden überwiesen. Anfang März 1861 erfolgte seine Versetzung in das 6. Westfälische Infanterie-Regiment Nr. 55, in dem auch sein jüngerer Bruder Max diente. Von Mai 1862 bis Oktober 1863 war er Adjutant des I. Bataillons und anschließend des Füsilier-Bataillons. In dieser Eigenschaft nahm er 1864 am Krieg gegen Dänemark teil und erhielt den Roten Adlerorden IV. Klasse mit Schwertern. Im Deutschen Krieg konnte sich Bock und Polach 1866 während des Mainfeldzug erneut bewähren, wurde im Gefecht bei Tauberbischofsheim leicht verwundet und mit dem Kronen-Orden IV. Klasse mit Schwertern ausgezeichnet.
Nach dem Krieg Anfang September 1866 zum Premierleutnant befördert, wurde er am 30. Oktober 1866 in das Infanterie-Regiment Nr. 85 nach Eckernförde versetzt. Am 7. März 1868 wurde Bock und Polach der Abschied als Halbinvalide mit der gesetzlichen Pension bewilligt und er zum I. Bataillon im 16. Landwehr-Regiment versetzt.
Vom 17. Mai 1869 bis zum Beginn des Krieges gegen Frankreich war er kommissarischer Bürgermeister in Laasphe. Er nahm als Kompanieführer der Landwehr teil und avancierte am 10. Januar 1871 zum Hauptmann. Am 13. Mai 1880 nahm er seinen Abschied aus der Landwehr mit der Erlaubnis zum Tragen der Landwehruniform. Zwei Jahre später erhielt er den Charakter als Major.
Nach kurzer Tätigkeit als Volontär bei der preußischen Bezirksregierung in Arnsberg wurde er zum Amtmann des Amtes Langerfeld ernannt und wechselte zum 1. Februar 1877 als Amtmann nach Herne. Auf seine Initiative hin wurde 1875 sowohl in Langerfeld als auch 1877 in Herne eine Freiwillige Feuerwehr gegründet. In Herne war er zugleich als Hauptmann erster Leiter der Feuerwehr.
1879 trat er sein Amt als Bürgermeister in Mülheim an der Ruhr an und übernahm 1881 dort auch das Amt des Stuhlmeisters der Freimaurerloge Broich. Infolge seiner großen Verdienste wurde er durch Kabinettsorder vom 7. Januar 1895 zum Oberbürgermeister ernannt. Im Jahr 1899 gab er das Amt des Stuhlmeisters der Loge Broich wegen einer schweren Erkrankung auf. Die Geschäfte des Oberbürgermeisters führte fortan bis zu seinem Tod im Jahr 1902 sein Erster Beigeordneter Erich von Wedelstädt.

### Familie
1872 heiratete Carl von Bock und Polach in Soest die Tochter eines Gerichtsrats, Maria von Bernuth (1850–1928). Das Ehepaar hatte die Töchter Marie und Luise, letztere Oberin a. D, und drei Söhne. Das Erbe als Nutznießer des Waldauischen Geld-Fideikommiss übernahm der älteste Sohn Hauptmann Ernst von Bock und Polach (1873–1914), nachfolgend deren ältester Sohn  Carl Friedrich Hans von Bock und Polach (1901–1981) als letzter Nutznießer; kurzzeitig Führer der 8. SS-Reiterstandarte und Oberst a. D.

## Trivia
1914 wurde in Mülheim an der Ruhr eine Straße, die Von-Bock-Straße, nach ihm benannt.